# 抗炎性
抗炎性（英語：Anti-inflammatory）指物質或治療能减少炎症的特性。
消炎藥佔约止痛药的一半。消炎藥以消炎作用来减少疼痛，與鴉片類藥物不同，後者影響中樞神經系統以阻斷疼痛訊號傳達到大腦。

## 抗炎药种类
- 类固醇，尤其是肾上腺皮质激素，可结合皮质醇来减少炎症，这类药物通常称为皮质类固醇类消炎药。但它们也是强效的免疫抑制剂，并且与各种毒性有关，这限制了它们的使用[1][2]。
- 非甾体抗炎药（非類固醇消炎止痛藥）：可中和环加氧酶（cyclooxygenase, COX）来减轻疼痛，因为环加氧酶可以促进前列腺素的生成进而引发炎症。这类非类固醇类消炎药通过阻止前列腺素的生成来减轻或消除疼痛。
- 血清素能致幻剂：多种血清素能致幻剂作为5-HT2A受体激动剂，被发现具有强效的抗炎和免疫调节作用[3][4][5][6][7][8][9]。虽然一些致幻剂具有抗炎作用，但许多致幻剂也是有效的5-HT2B受体激动剂[10]。长期反复使用这些药物会导致心脏纤维化和心脏瓣膜病[11][12][13][14][15]，即使微量服用（英语：Microdosing）也可能出现这种情况[11][12][13]。